# Campus La Castilla
El Campus La Castilla es uno de los tres campus universitarios dependientes de la Universidad del Bío-Bío, junto a Campus Fernando May y Campus Concepción. Está ubicado en el sector surponiente de la ciudad de Chillán y en su interior se albergan el Departamento de Ciencias Sociales y la Facultad de Educación y Humanidades, además de la Biblioteca La Castilla, gimnasio y otros edificios y áreas verdes.

## Historia
Antiguamente en el terreno en que se ubica el Campus La Castilla de la Universidad del Bío-Bío, se ubicó la Escuela Normal de Chillán y, posteriormente, el Instituto Profesional de Chillán (IPROCH). No fue hasta la creación de la universidad en 1988 que estos terrenos serían transferidos del instituto al recinto de educación superior. La edificación de la Facultad de Educación y Humanidades corresponde a la antigua estructura del instituto.

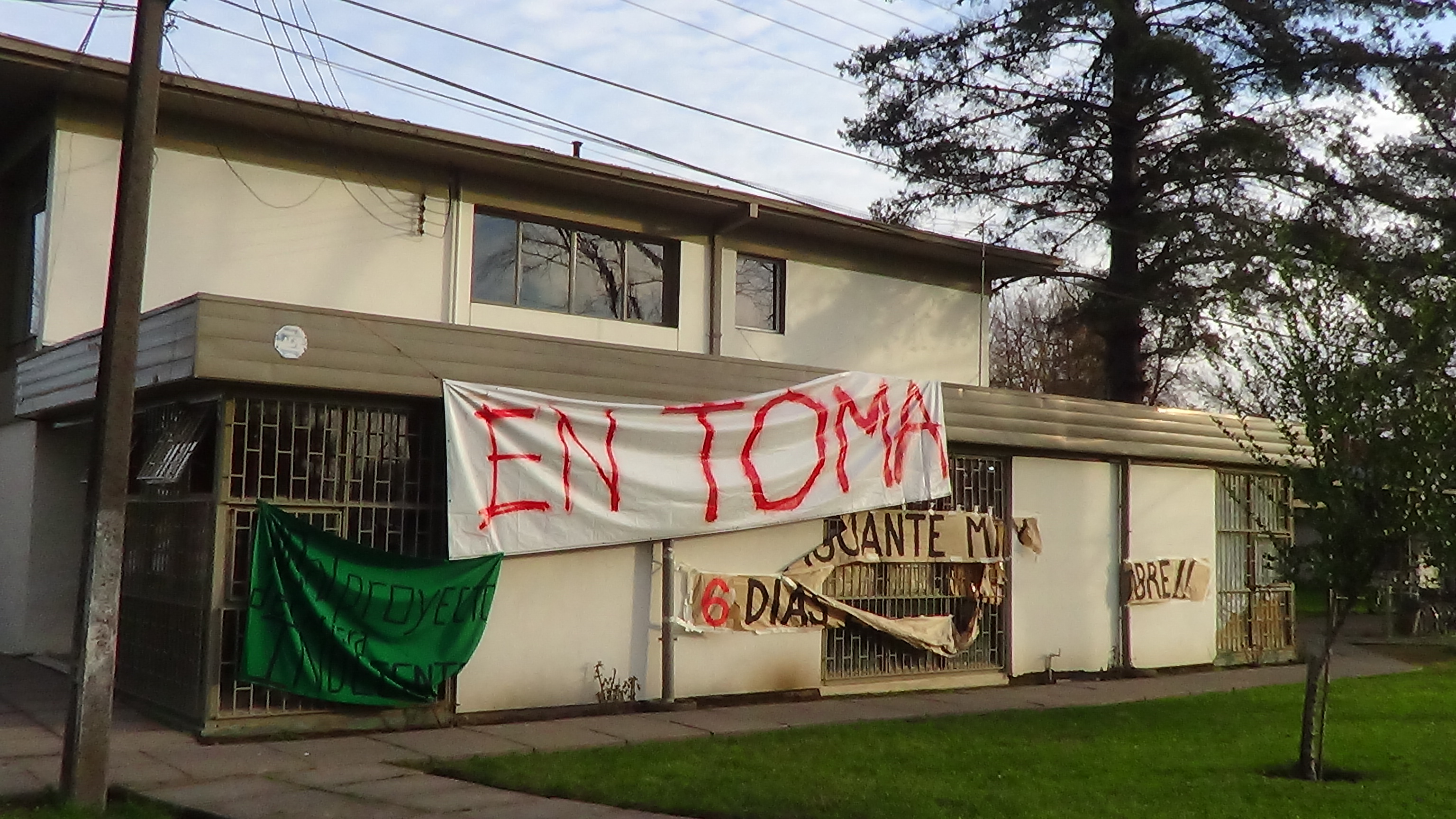
Departamento de Ciencias Sociales durante las movilizaciones de 2015

El año 2011, en el contexto de la Movilización estudiantil en Chile de 2011, un grupo anarquista detonó dos bombas de ruido en los baños de la facultad de educación y humanidades. En 2015 el campus se adhiere a la Movilización estudiantil en Chile de 2015 en contra del ese entonces, proyecto de ley de Carrera docente, por tres meses, donde un alumno de la carrera de Trabajo Social se mantuvo en huelga de hambre por una demanda interna de una biblioteca solidaria, ese mismo año fue creada la Plaza de la democracia en el interior del recinto y el Movimiento de Conocimiento Étnico Nacional.

## Instalaciones

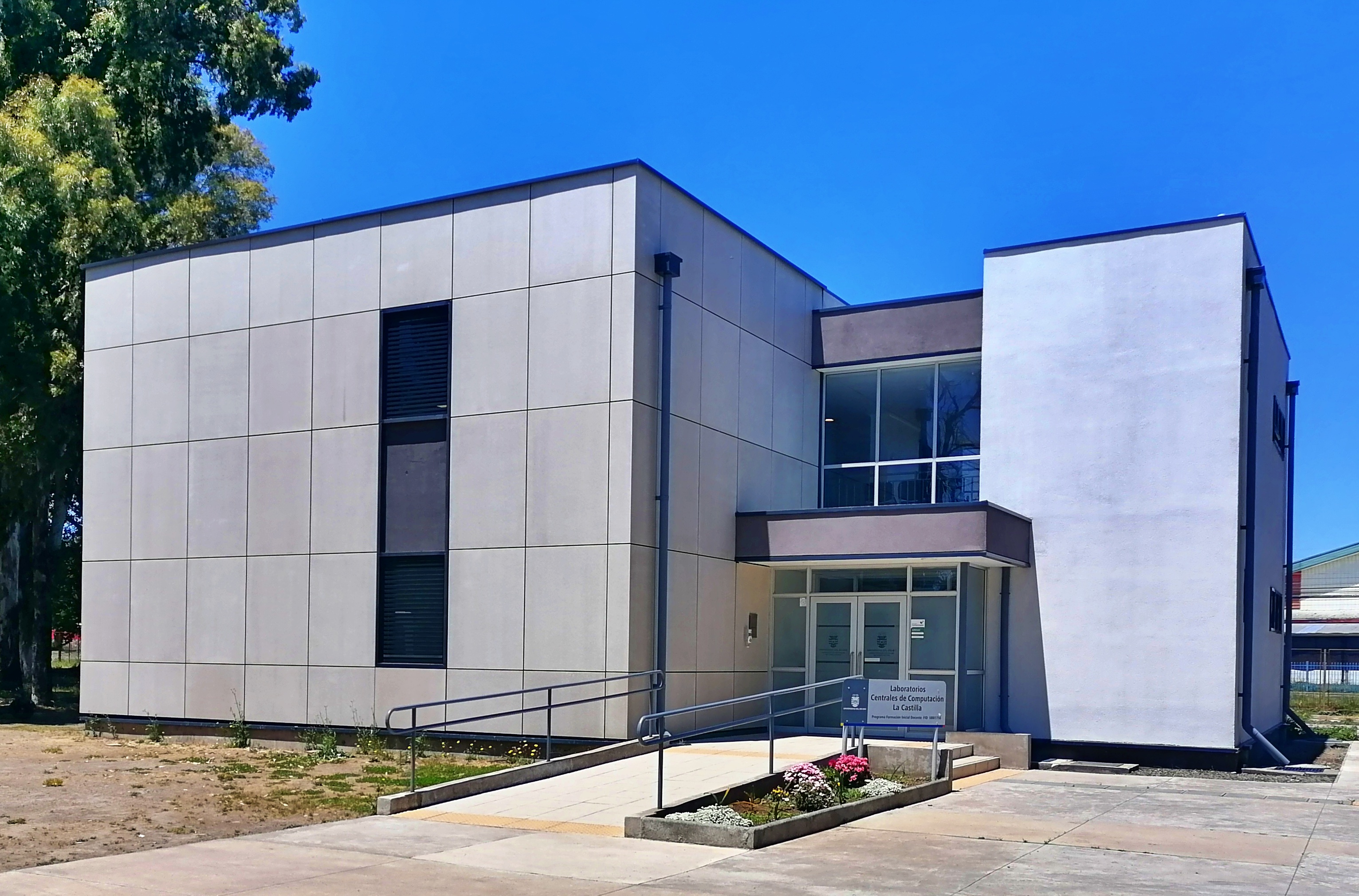
Laboratorio Central de Computación
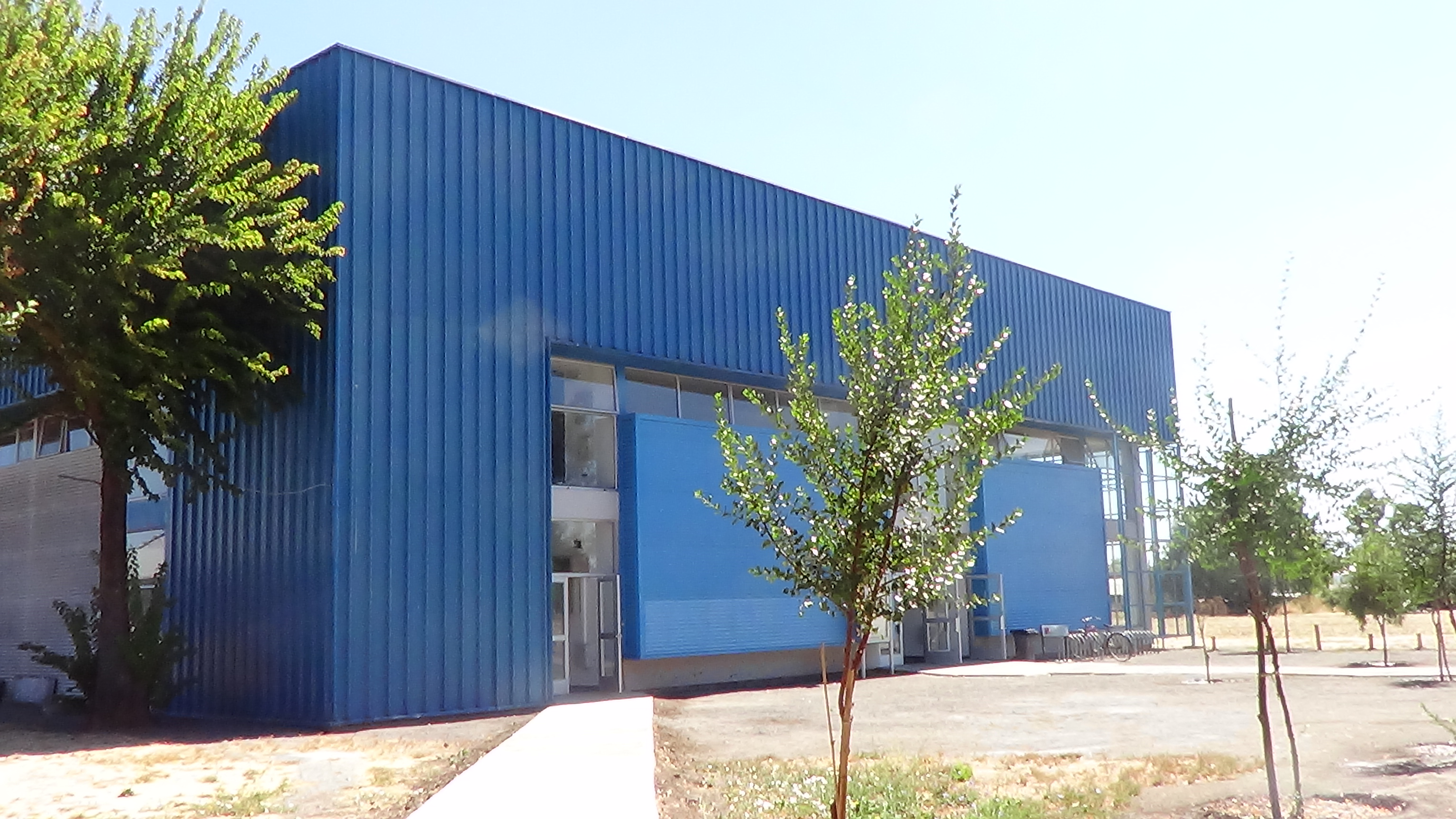
Gimnasio
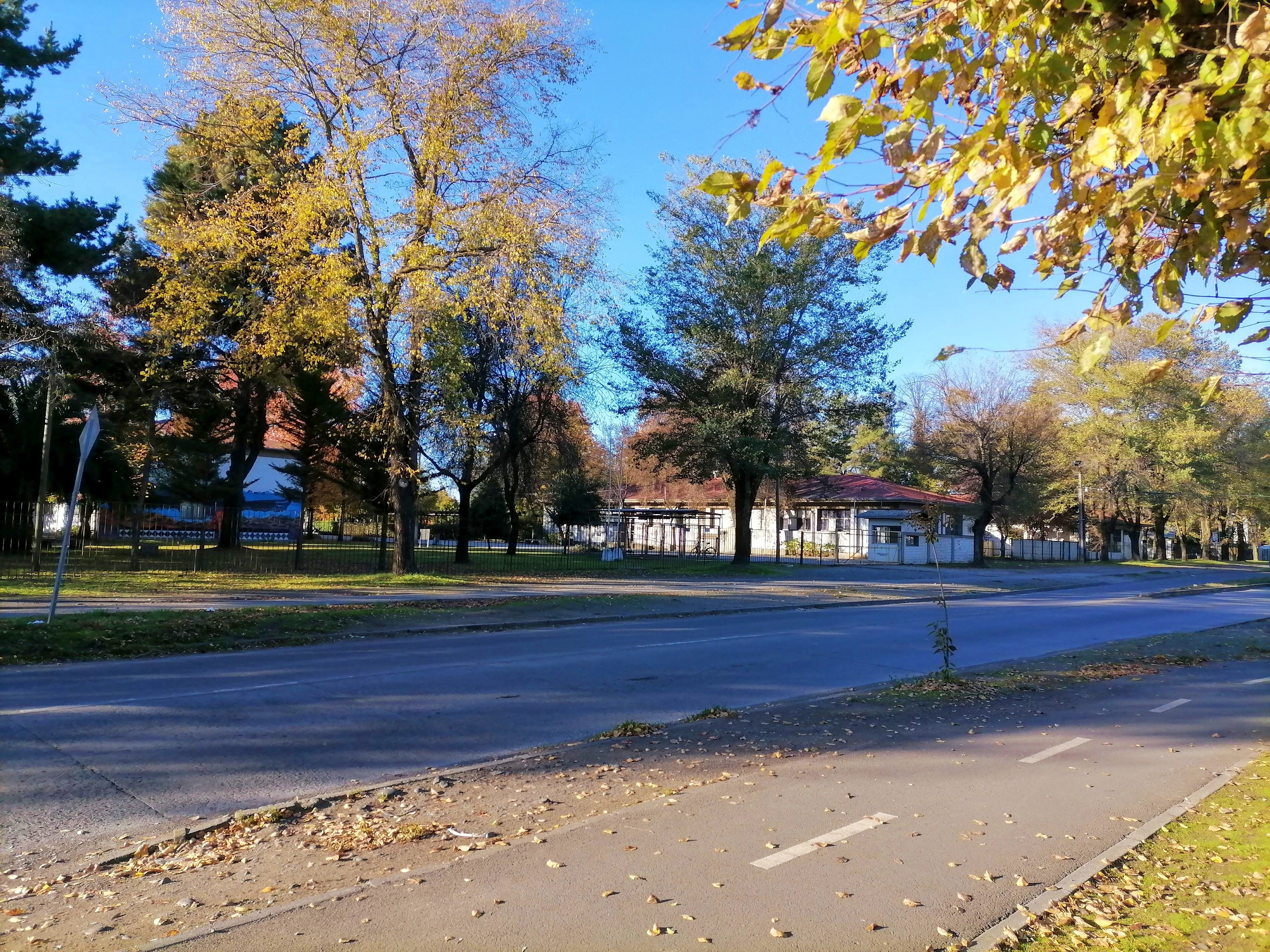
Acceso por Avenida La Castilla
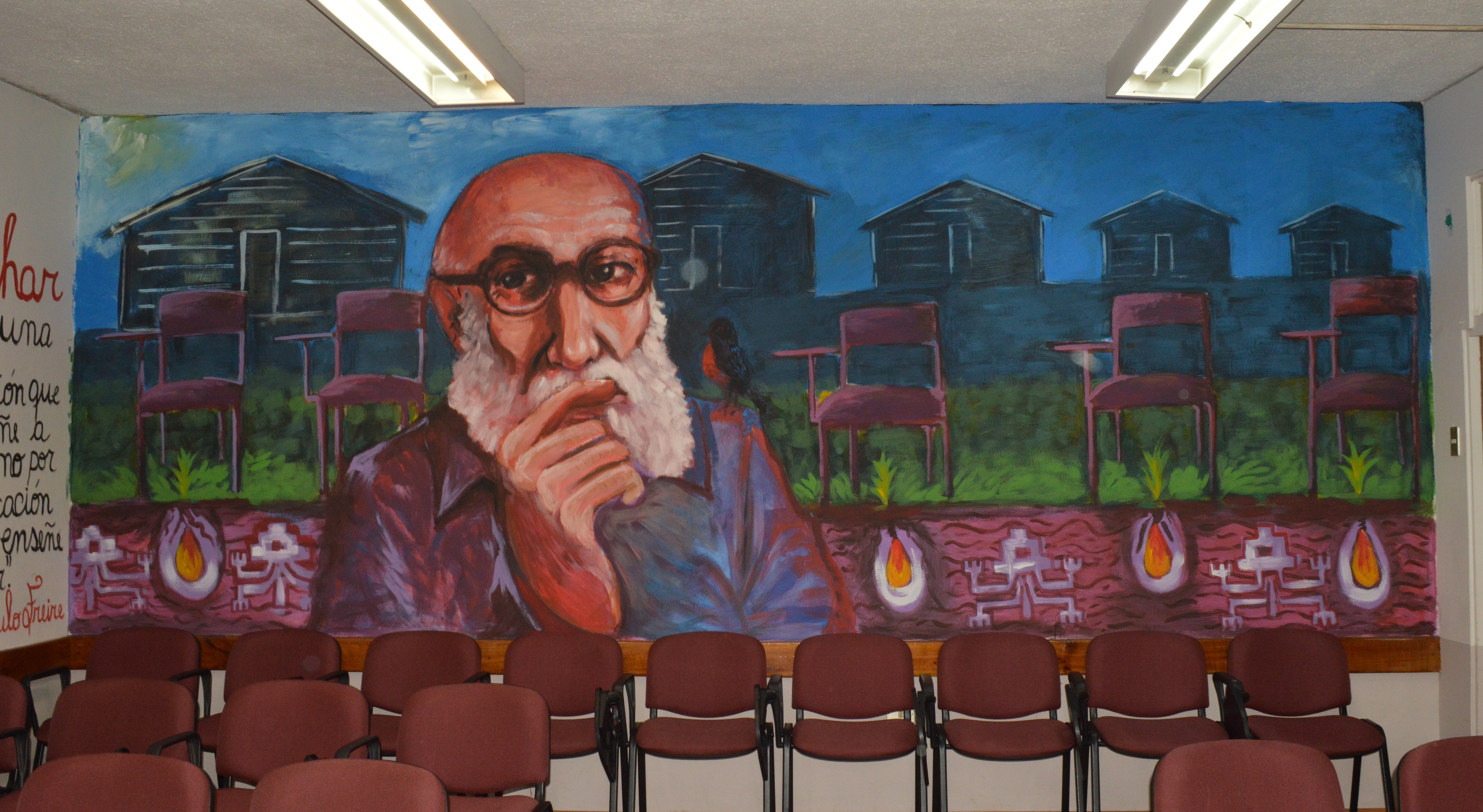
Mural de Paulo Freire en una de sus salas
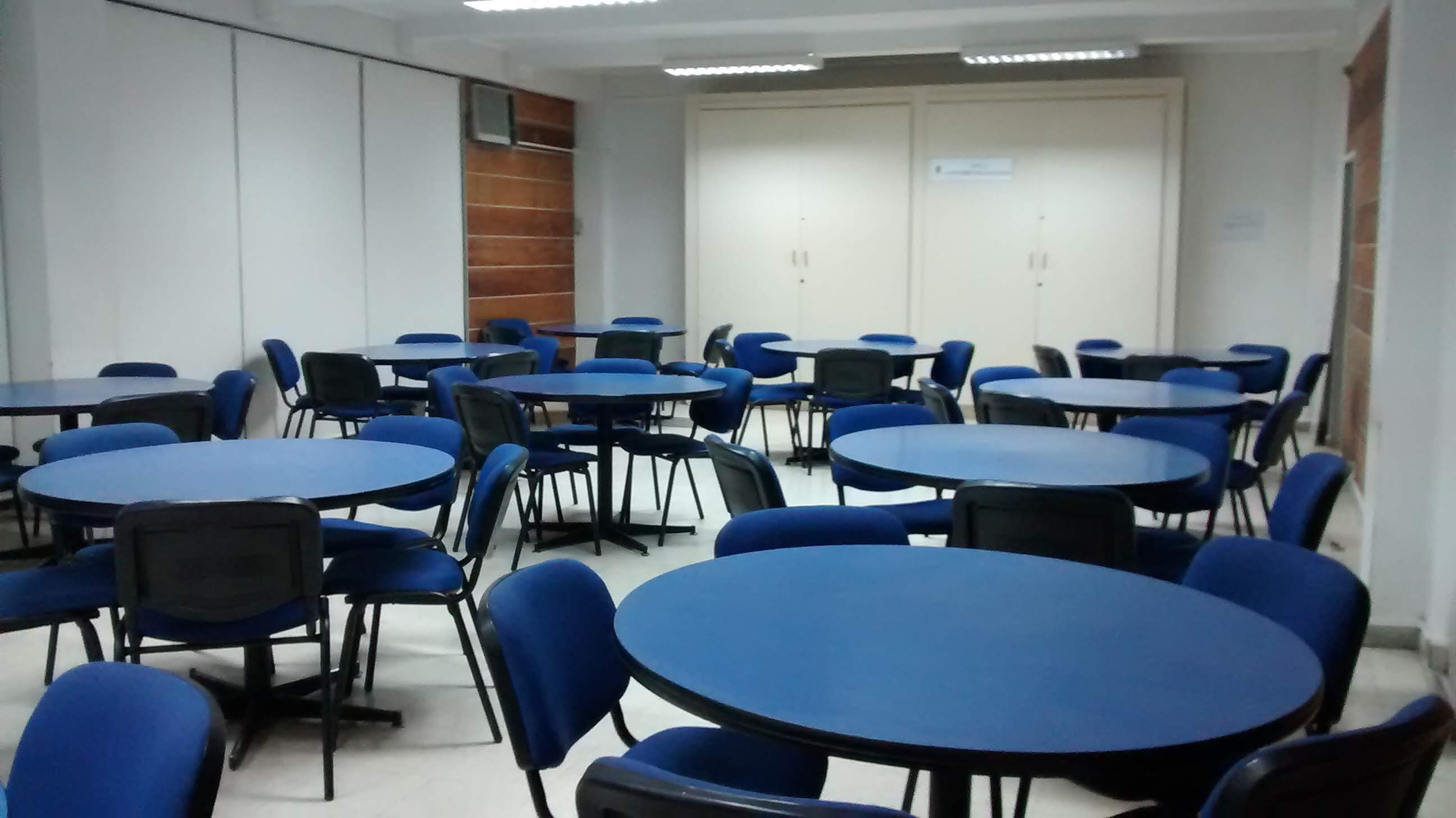
Sala de estudio en Facultad de educación y humanidades
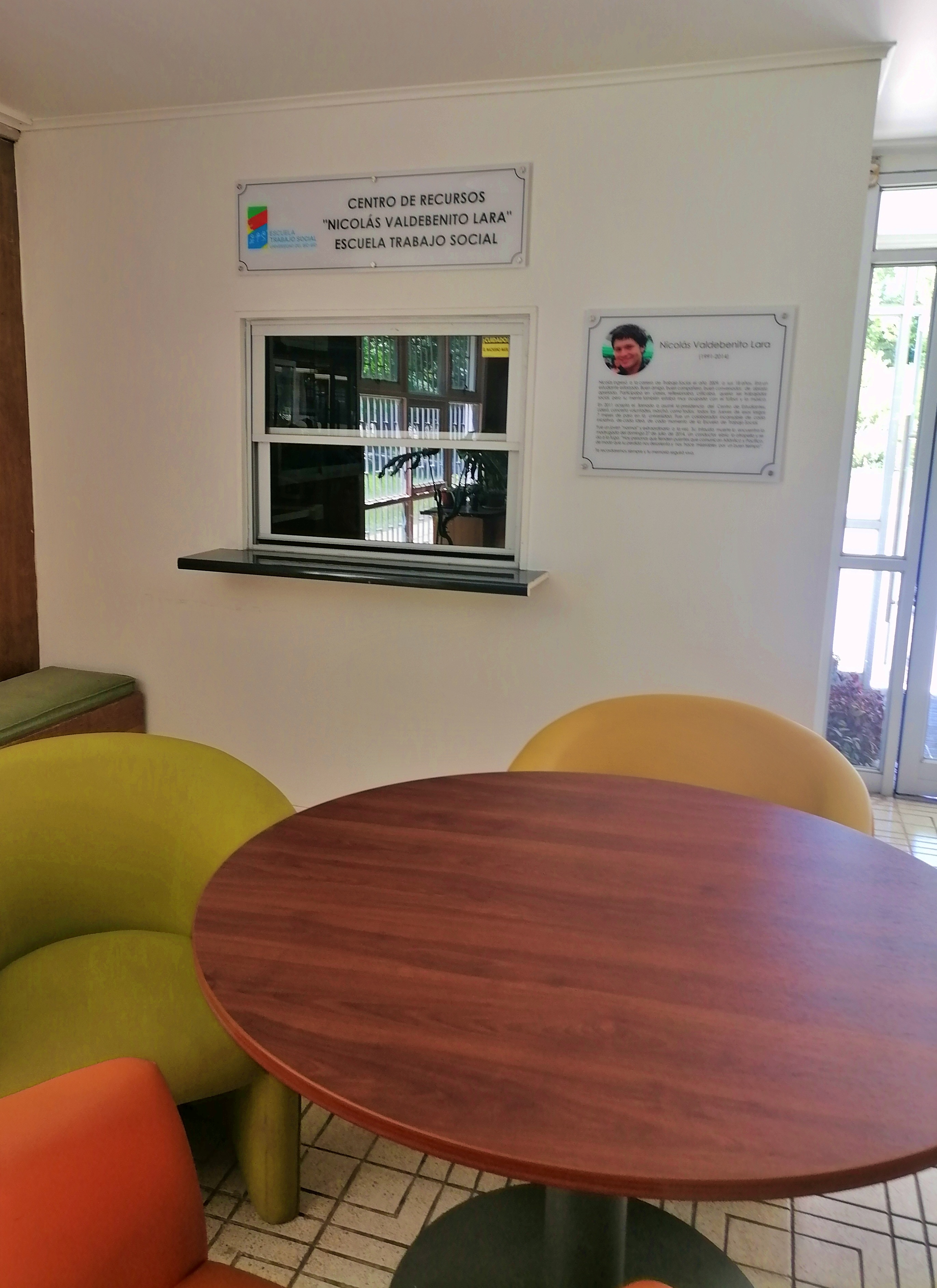
Centro de recursos Nicolás Valdebenito Lara
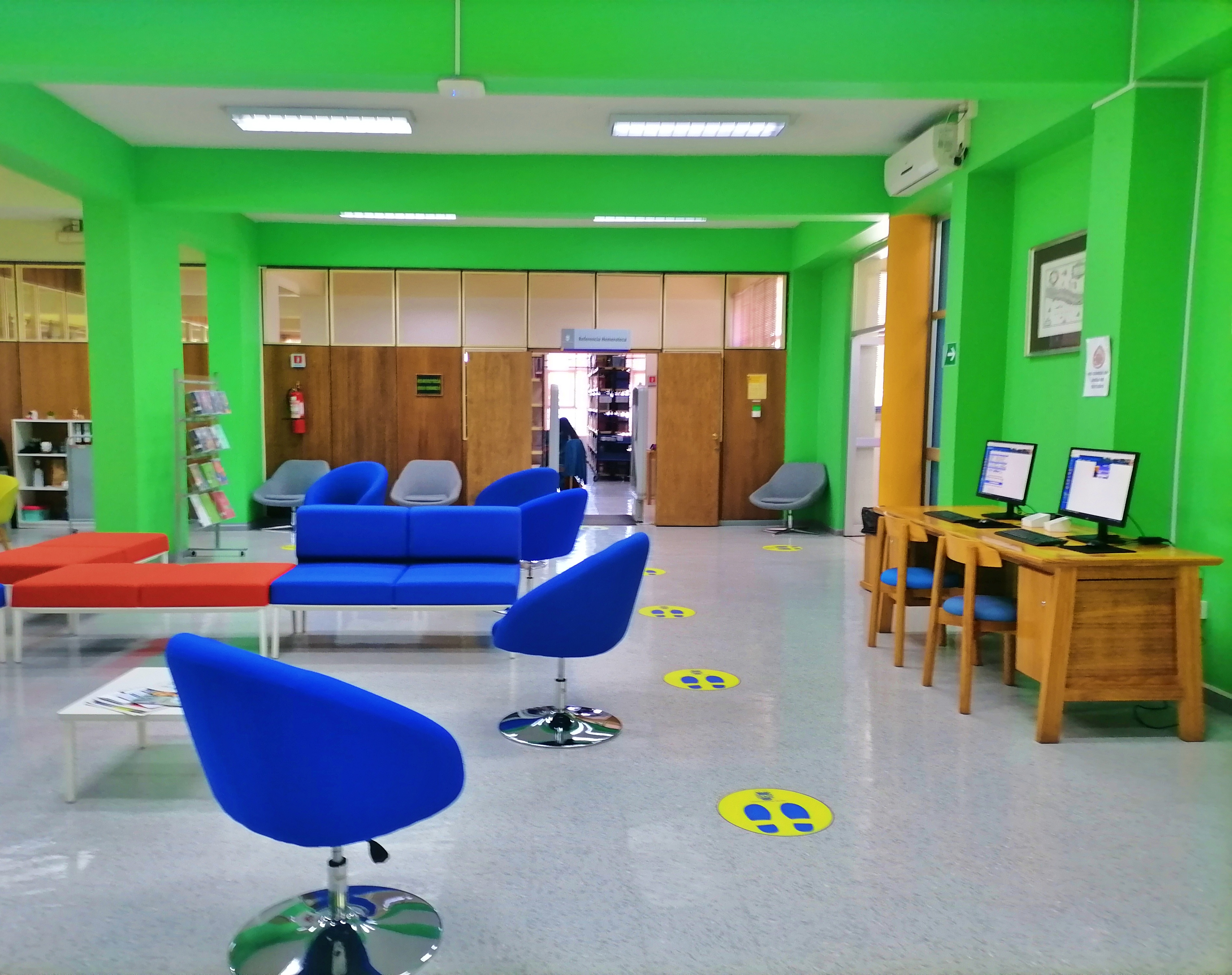
Hall de acceso a Biblioteca
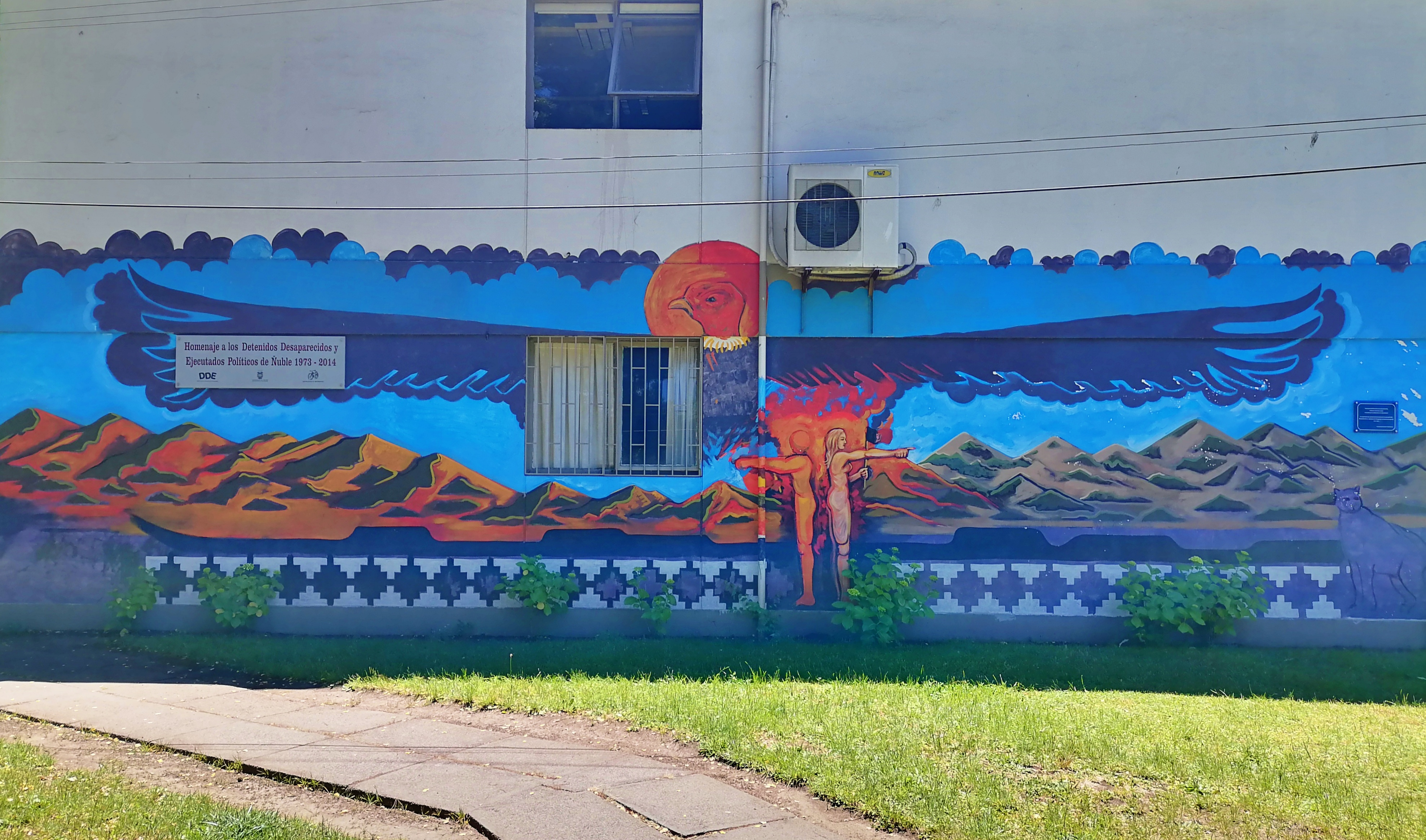
Homenaje a los detenidos desaparecidos y ejecutados políticos de Ñuble

El campus está ubicado en el sector sur poniente de la Conurbación Chillán, a un costado de barrios como Las Cuatro Avenidas, la Población Vicente Pérez Rosales y la Villa San Pedro.
El recinto tiene accesos por la Avenida Brasil y la avenida La Castilla. Al interior se ubican cuatro edificios que comparten un área verde central, al norte se ubica el casino y el edificio de las "Salas F", al poniente la Facultad de educación y humanidades que es compartida por la mayoría de las carreras pedagógicas y al sur, el edificio de la Biblioteca La Castilla, cual es compartido con el área de Servicios estudiantiles. 
En el sector suroriente del recinto, se encuentra el Departamento de Ciencias Sociales, Laboratorios de computación y Sala cuna, mientras que en el lado norponiente se ubica el gimnasio, dos canchas de fútbol y una de tenis, además de un invernadero y estacionamientos vehiculares.